# Delphi Indy 300 2001
Delphi Indy 300 2001 var ett race som var den tolfte och näst sista deltävlingen i Indy Racing League 2001. Racet kördes den 2 september på Chicagoland Speedway. Jaques Lazier tog över som förare i Team Menard efter Greg Ray, och tog sin första seger i IndyCar. Sam Hornish Jr. säkrade mästerskapstiteln med en andraplats. Han blev den yngste föraren att vinna en amerikansk formelbilstitel någonsin med sina 22 år. Eddie Cheever slutade trea i tävlingen.

## Slutresultat
| Plats | Förare           | Team                     | Grid |
| ----- | ---------------- | ------------------------ | ---- |
| 1     | Jaques Lazier    | Team Menard              | 1    |
| 2     | Sam Hornish Jr.  | Panther Racing           | 8    |
| 3     | Eddie Cheever    | Cheever Racing           | 2    |
| 4     | Jeff Ward        | Heritage Motorsports     | 10   |
| 5     | Donnie Beechler  | A.J. Foyt Enterprises    | 17   |
| 6     | Richie Hearn     | A.J. Foyt Enterprises    | 20   |
| 7     | Laurent Redon    | Conquest Racing          | 13   |
| 8     | Al Unser Jr.     | Galles Racing            | 12   |
| 9     | Buzz Calkins     | Bradley Motorsports      | 18   |
| 10    | Felipe Giaffone  | Treadway-Hubbard Racing  | 6    |
| 11    | Buddy Lazier     | Hemelgarn Racing         | 9    |
| 12    | Billy Boat       | CURB/Agajanian Racing    | 11   |
| 13    | Didier André     | Galles Racing            | 21   |
| 14    | Rick Treadway    | Treadway-Hubbard Racing  | 15   |
| 15    | Jon Herb         | Racing Professionals     | 24   |
| 16    | Chris Menninga   | Hemelgarn Racing         | 23   |
| 17    | Mark Dismore     | Kelley Racing            | 5    |
| 18    | Eliseo Salazar   | A.J. Foyt Enterprises    | 7    |
| 19    | Airton Daré      | TeamXtreme               | 19   |
| 20    | Robby McGehee    | Cahill Racing            | 16   |
| 21    | Shigeaki Hattori | Vertex-Cunningham Racing | 14   |
| 22    | Robbie Buhl      | Dreyer & Reinbold Racing | 4    |
| 23    | Billy Roe        | Zali Racing              | 25   |
| 24    | Sarah Fisher     | Walker Racing            | 22   |
| 25    | Scott Sharp      | Kelley Racing            | 3    |